# Roland Lysell
Roland Lysell, född 19 januari 1948, är en svensk litteraturvetare och teaterkritiker. Han är professor emeritus i litteraturvetenskap vid Stockholms universitet. 
Med en artikel i antologin Hermeneutik samt med sin avhandling om Erik Lindegren introducerade Lysell i Sverige den fenomenologiska litteraturteori, som oftast går under namnet tematisk kritik. Avhandlingen beaktar dock även kritik mot hermeneutiken från bland andra Jacques Derrida och Frankfurtskolan. 
Lysell har under senare tid främst ägnat sig åt romantikforskning. Av ett planerat verk, Romantikens diktning, i fyra volymer har endast del II, om Stagnelius utkommit. Övriga delar ska behandla Atterbom (del I), Almqvist (del III) samt mer generella teoretiska spörsmål (del IV).
Roland Lysell skriver även teaterkritik, oftast i Upsala Nya Tidning.

## Priser och utmärkelser
- 2006 – Schückska priset